# 4 Pułk Piechoty Liniowej (Królestwo Kongresowe)

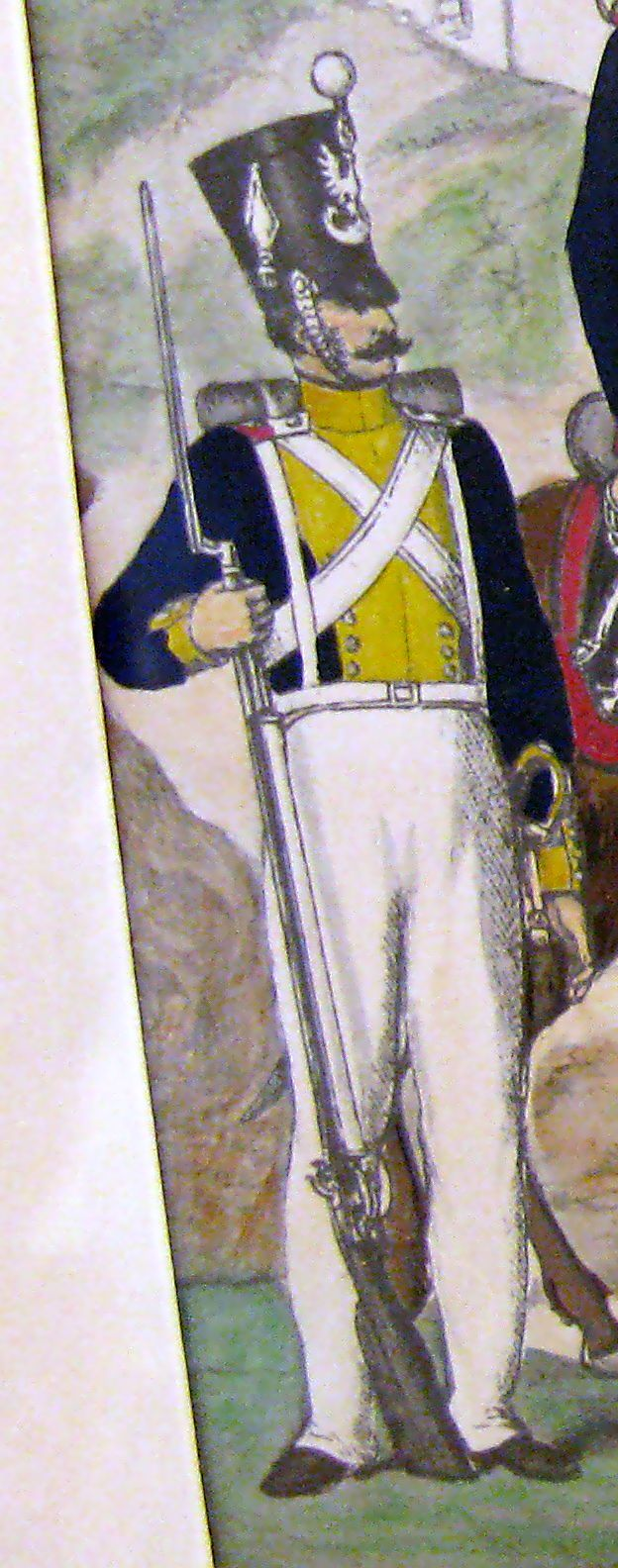
Żołnierz 4 Pułku Piechoty Liniowej w czasie powstania listopadowego

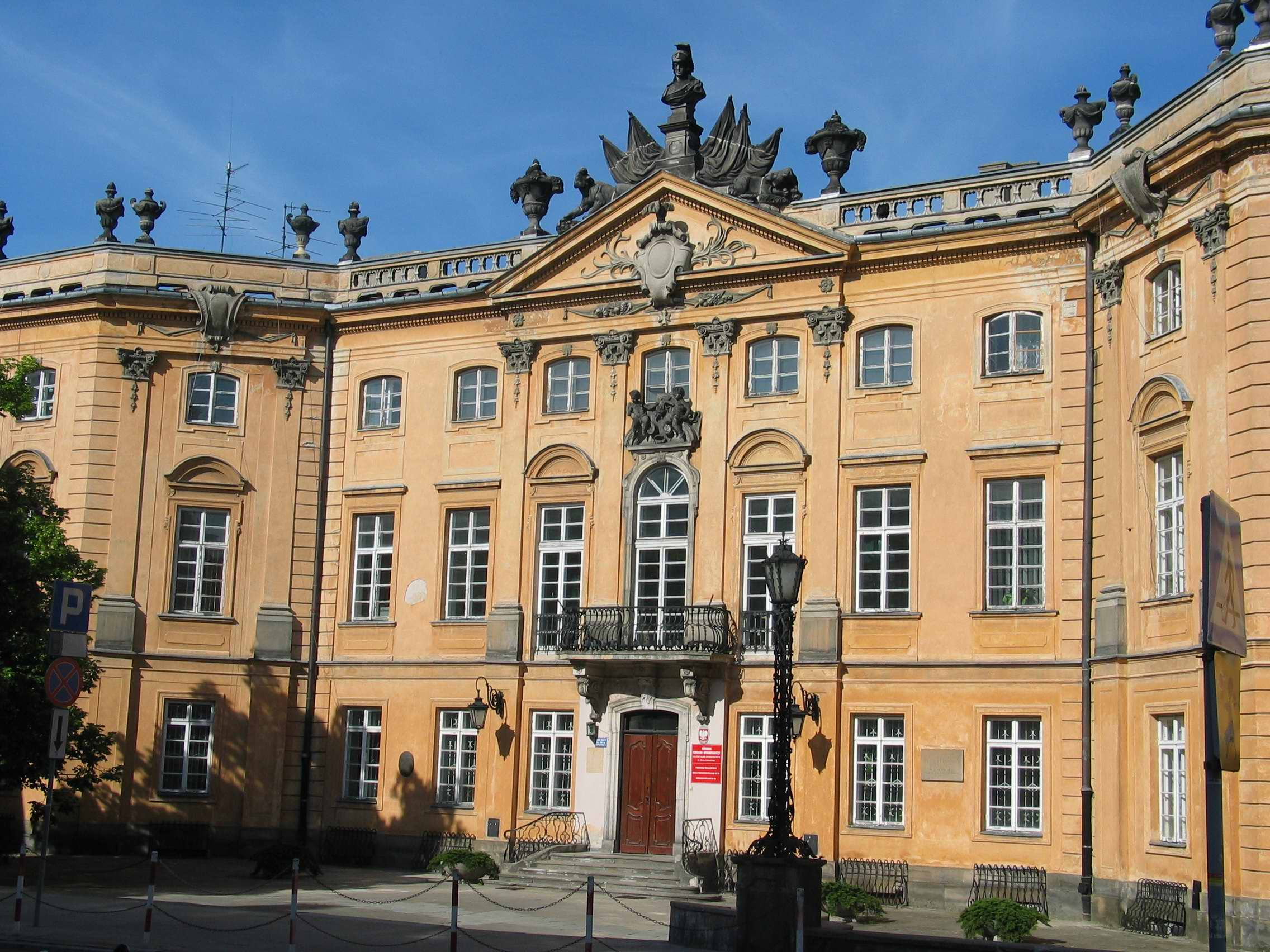
Pałac Sapiehów pełnił funkcje koszar 4 Pułku Piechoty Liniowej

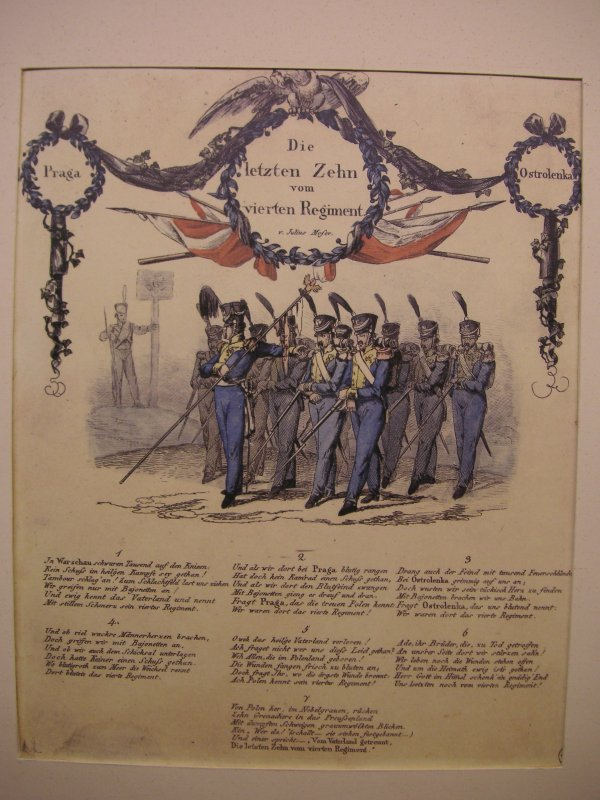
Niemiecki wiersz poświęcony Czwartakom i ich walce pod Ostrołęką

4 Pułk Piechoty Liniowej (Czwartaków) – polski pułk piechoty okresu Królestwa Kongresowego.

## Formowanie i zmiany organizacyjne
Utworzony w 1815 wchodził w struktury 2 Dywizji Piechoty. Stacjonował w Warszawie. Koszary, zwane Sapieżyńskimi, mieściły się przy ulicy Zakroczymskiej. II batalion 4 pułku stacjonował w Koszarach Sierakowskich przy ulicy Konwiktorskiej. Pułk w okresie pokojowym składał się ze sztabu i dwóch batalionów po cztery kompanie, oraz związanych z batalionami dwoma kompaniami rezerwowymi. Stan kompanii wynosił 4–6 oficerów, 14–16 podoficerów i 184 szeregowych. Stan batalionu 830 żołnierzy. Stan Pułku: 5 oficerów starszych, 54–55 oficerów młodszych, 160 podoficerów, 72 muzyków, 1664–1676 szeregowych oraz 5 oficerów i 71–82 podoficerów i szeregowych niefrontowych. W sumie w Pułku służyło około 2050 żołnierzy. Pierwsze dwie kompanie Pułku były kompaniami wyborczymi, czyli grenadierską i woltyżerską, pozostałe centralnymi zwane fizylierskimi, czyli strzeleckimi.
W czasie wojny przewidywano rozwinięcie Pułku do czterech batalionów po osiem kompanii każdy. W każdym batalionie etatu wojennego tworzono na bazie jednej z nowo powstałych kompanii kompanię woltyżerską.
Po wybuchu powstania listopadowego zreorganizowano piechotę. Pułk wszedł w skład nowo sformowanej 3 Dywizji Piechoty. 26 kwietnia 1831 przeprowadzono kolejną reorganizację piechoty armii głównej dzieląc ją na pięć dywizji. Pułk znalazł się w 1 Brygadzie 3 Dywizji Piechoty.
Czwartacy byli ulubieńcami Wielkiego Księcia Konstantego. Słynęli ze swoich żartów i figli, których doświadczył sam Konstanty, na przykład ukradli mu płaszcz podbity norkami.

## Żołnierze Pułku
Pułkiem dowodzili:
- pułkownik Ignacy Mycielski[8],
- pułkownik Ludwik Bogusławski[8] (od 1818 z przerwą w 1819 i 1820),
- podpułkownik Wit Czajkowski (od 18 marca 1831, ciężko ranny),
- podpułkownik Stanisław Kindler (od 17 kwietnia, ciężko ranny),
- podpułkownik Klemens Jurski (od 22 kwietnia),
- podpułkownik Kazimierz Majewski (dowódca od 20 czerwca, zmarł z ran 12 września, grób znajduje się w Pomiechówku koło Warszawy),
- podpułkownik Józef Tadeusz Borzęcki (od 22 września),
- major Józef Święcicki (ostatni dowódca Pułku po internowaniu w Prusach; formalnie od 18 listopada, de facto od 13 listopada)[9].

Oficerami Pułku byli między innymi Walerian Łukasiński, Stanisław Berini i Jerzy Ręczyński.

## Walki Pułku
Pułk brał udział w walkach w czasie powstania listopadowego, między innymi w obronie Olszynki Grochowskiej i w bitwie pod Ostrołęką.
Bitwy i potyczki:
- Warszawa (29 listopada 1830),
- Zakrzew (14 lutego 1831),
- Dobre (17 lutego),
- Wawer (19 i 20 lutego),
- Grochów (20 i 25 lutego),
- Wawer (31 marca),
- Dębe Wielkie (31 marca),
- Ostrołęka (14 i 26 maja),
- Warszawa (6 i 7 września).

## Lista osób odznaczonych Orderem Virtuti Militari
W 1831, w czasie wojny z Rosją, żołnierze Pułku otrzymali 5 krzyży kawalerskich, 55 złotych i 154 srebrne krzyże Orderu Virtuti Militari.

### Za działania wojenne w dniach 14–25 lutego[12]
krzyż kawalerski:
- Majewski Kazimierz, major potem podpułkownik

złoty krzyż:
- Czajkowski Wit podpułkownik
- Majorowie: Wodziński Jan, Borzęcki Józef
- Kapitanowie: Roślakowski Antoni, Zdanowicz Bonawentura, Sporny Marcin, Święcicki Józef, Słubicki Wincenty, Paczyński Antoni, Dziewicki Kasper, Szumowiecki Jan, Wyszpolski Seweryn.

srebrny krzyż:
- Sierżant starszy: Jabłoński Józef
- Podoficerowie: Bąkiewicz Leon, Brzeziński Wincenty, Sawczyk Szczepan, Ręczyński Jerzy, Szudziak Józef, Szypułkowski Józef, Pawlak Teodor, Zdrodowski Józef, Orlik Ignacy, Mazurkiewicz Walenty, Filipowski Tomasz.
- Szeregowcy: Kuligowski Grzegorz, Ligocki Kazimierz, Daleczko Wawrzyniec, Czaczko Jan, Barczyński Józef, Szymański Tomasz, Wolski Mateusz, Molenda Łukasz, Nowak Sebastjan, Obłok Dominik, Nowowiejski Maciej, Jaroszewicz Maciej, Kozioł Kazimierz, Pawlicki Stanisław, Morosz Jerzy, Kowalewski Justyn, Sobczyk Mateusz, Łoniewski Józef, Kapka Jan, Roczkowski Jan, Maliszewski Walenty, Jańczak Franciszek, Szewczyk Benedykt, Romańczuk Michał, Bubnys Adam, Tarnowski Roch, Suliński Stanisław, Krakowski Paweł, Koziarski Franciszek, Kupczyk Sebastjan, Wojciaszek Kazimierz, Starczyński Rajmund, Żebrowski Wincenty, Gajewski Józef, Góralski Franciszek, Krakowiak Walenty, Kołaczyński Łukasz, Lutomski Makaray, Plubasz Tomasz, Bagiński Stanisław, Gorczyca Józef, Pturek Grzegorz, Kotowski Jan, Podlasiak Franciszek, Lech Tomasz, Baranowski Mikołaj.

### Za działania w czasie bitwy pod Ostrołęką[12]
złoty krzyż:

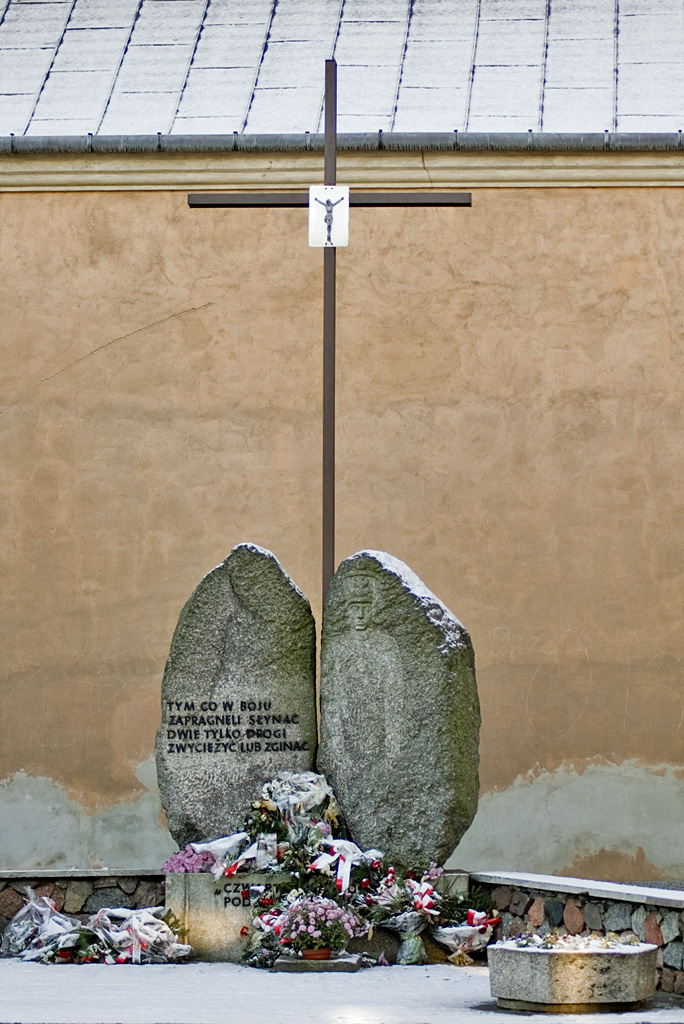
Pomnik Czwartaków poległych w Ostrołęce przed kościołem św. Antoniego

- Kapitanowie: Stanisław, Andrzej Prądzyński, Albin Żychliński, Kalikst Korwinowski, Alfons Borzęcki, Mikołaj Radliński Jan Jagielski.
- Lekarz sztabowy: Feliks Ostrowski
- Podporucznicy: Piotr Czajkowski, Aleksy Kosicki, Antoni Dłuski, Adam Przeradzki, Józef Krzyżtoporski, Dembiński.

srebrny krzyż:
- Sierżant: Wojciech Zdebel
- Podoficerzy: Józef Kruszyński, Stanisław Nowakowski, Franciszek Urbański, Antoni Żak, Józef Skarbek, Jakub Miarek.
- Trębacz: Wawrzyniec Szymański.
- Żołnierze: Piotr Bielski, Piotr Hankiewicz, Franciszek Przeciszewski, Jan Tomaszyński.

### Za działania w czasie obrony Warszawy[12]
krzyż kawalerski:
- Majorowie: Józef Borzęcki, Józef Święcicki
- Kapitanowie: Józef Krzyżtoporski, Wincenty Słubicki, Aleksy Kosicki

krzyż złoty:
- Kapitanowe: Michał Chmielewski, Julian Dunin, Mateusz Łosowski, Tadeusz Niemontowski, Wojciech Pawłowski, Tytus Przeradzki, Ludwik Rayszel
- Porucznicy: Józef Wyszkowski, Wincenty Rudnicki, Adam Wodziński, Walenty Tomaszewski, Julian Zajączkowski, Stefan Spoćko, Franciszek Borzęcki, Stanisław Radliński, Józef Wojciechowski, Jan Neumark, Michał Jamont Jawoysz, Feliks Świderski.
- Podporucznicy: Adam Drychel, Platon Dunin, Leonard Rozbicki, Jakób Obuchowski, Jacenty Lewartowski, Kazimierz Słubicki, Tomasz Malanowicz, Mateusz CIchewicz. Lekarz batalionowy: Adam Raciborski.

krzyż srebrny:
- Sierżanci starsi: Karol Drożański, Jan Merkel, Michał Baczewski, Jan Wiliński, Ignacy Graszyński.
- Podchorąży: Paweł Królikowski, Anastazy Jędrzejewicz.
- Podoficerowie: Wal. Bojanowski. Józef Samora, Leon Zapalski, Feliks Jędrzejewski, Andrzej Dziarkowski, Karol Berstedt, Karol Chmielewski, Maksym. Routa, Ignacy Jabłoński, Paweł Szatkowski, Adolf Ambrozyusz, Andrzej Skwierczyński.
- Dobosze: Stanisław Łojek, Franciszek Sokołowski
- Żołnierze: Stanisław Dzikowski, Michał Korwina, Tomasz Barwiński, Michał Marciejewski, Ludwik Bednarek, Maciej Ługowski, Józef Różyński, Franciszek Komar, Andrzej Wesołowski, Jan Dziarkowski, Franciszek Kotowski, Wojciech Batory, Walenty Kostrzewa, Józef Piotrowski, Franciszek Szaniawski, Kazimierz Aliszkiewicz, Antoni Gibczyński, Bartłomiej Aytutys, Filip Chudy, Jakób Kotowski, Aleks. Jakubicz, Szymon Niegodzisz.
- Felczer starszy: Piotr Dębicki

## Uzbrojenie i umundurowanie

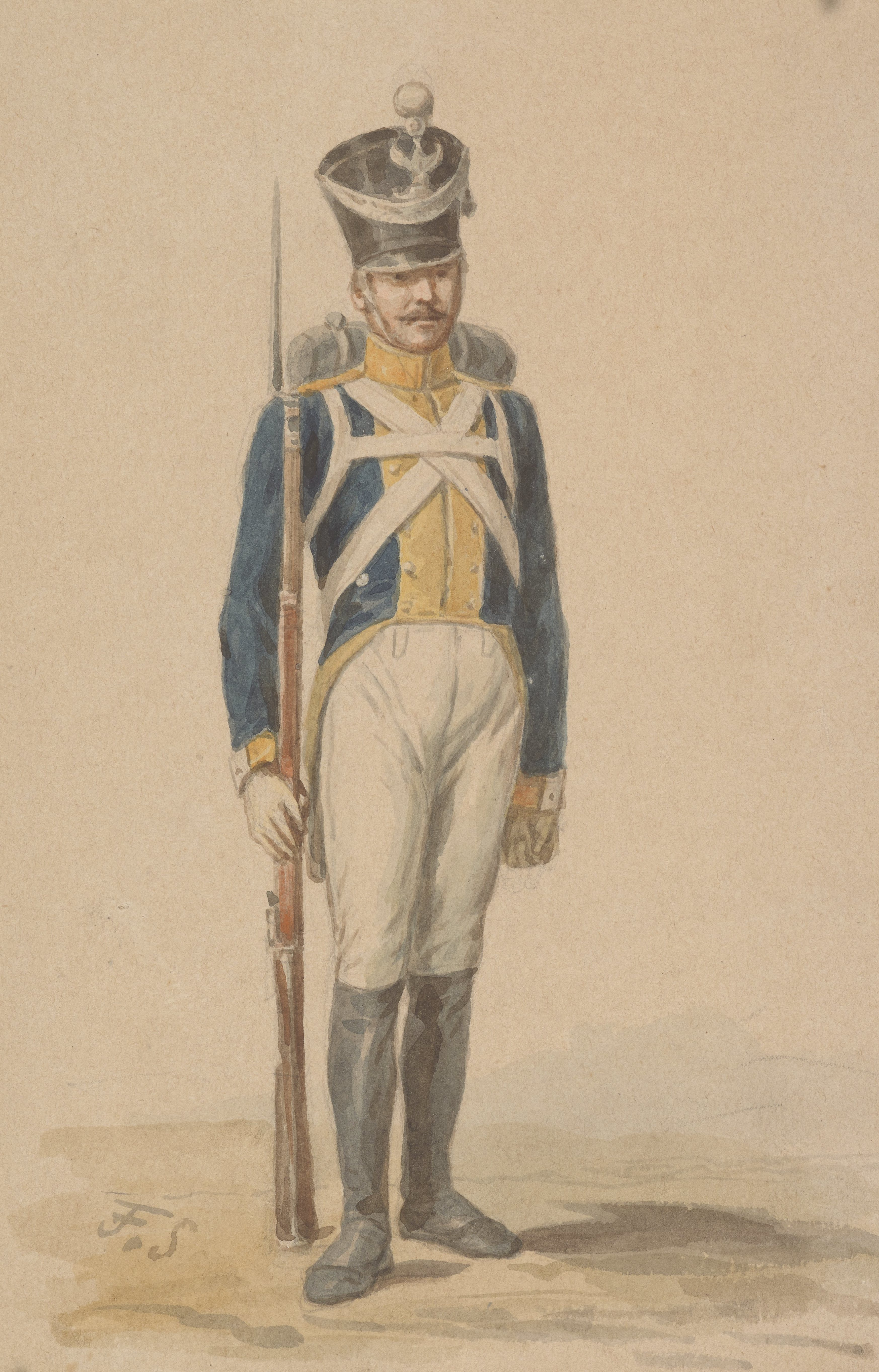
Żołnierz 4 Pułku Piechoty Liniowej na akwareli Feliksa Sypniewskiego

Uzbrojenie podstawowe piechurów stanowiły karabiny skałkowe. Pierwotnie były to karabiny francuskie wz. 1777 (kalibru 17,5 mm), później zastąpione rosyjskimi z fabryk tulskich wz. 1811 (kalibru 17,78 mm). Poza karabinami piechurzy posiadali bagnety i tasaki (pałasze piechoty). Wyposażenie uzupełniała łopatka saperska, ładownica na 40 naboi oraz pochwa na bagnet.
Umundurowanie piechura składało się z granatowej kurtki i sukiennych, białych spodni. Naramienniki białe, numer dywizji (2) czerwony. Używano czapek czwórgraniastych. Po reformie w roku 1826 wprowadzono pantalony zapinane na guziki. Czapki czwórgraniaste zastąpiono kaszkietami z czarnymi daszkami i białymi sznurami. Na kaszkiecie znajdowała się blacha z orłem, numer Pułku oraz ozdobny pompon.

## Chorągiew

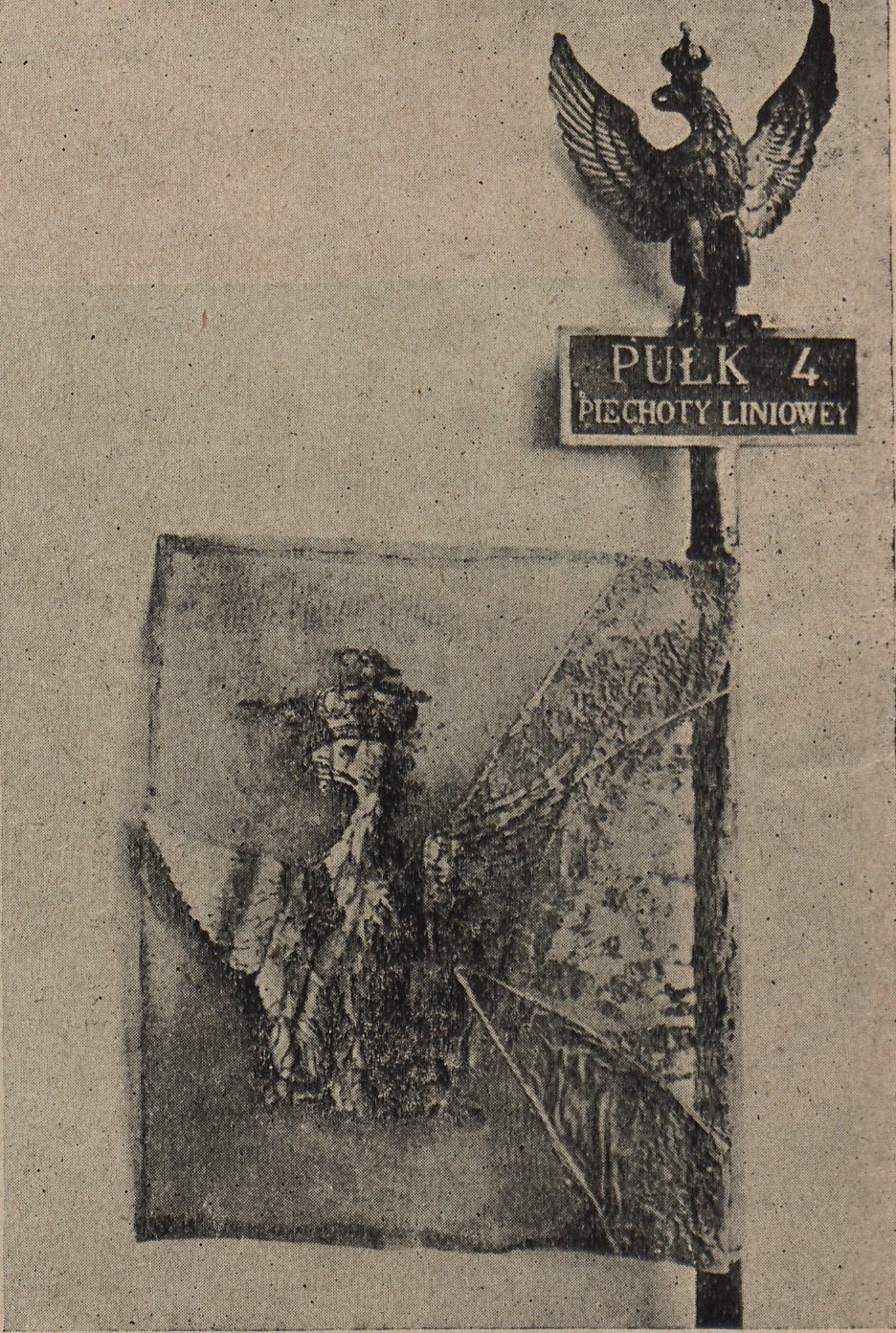
Sztandar

Na tle granatowego krzyża kawalerskiego w czerwonym polu, w otoku z wieńca laurowego umieszczony był biały orzeł ze szponami, dziobem i koroną złoconą. Pola między ramionami krzyża – czarne z białym, a w rogach płata królewskie inicjały: A I, później M I z koroną, otoczone wieńcami laurowymi.